# Astaxanthin

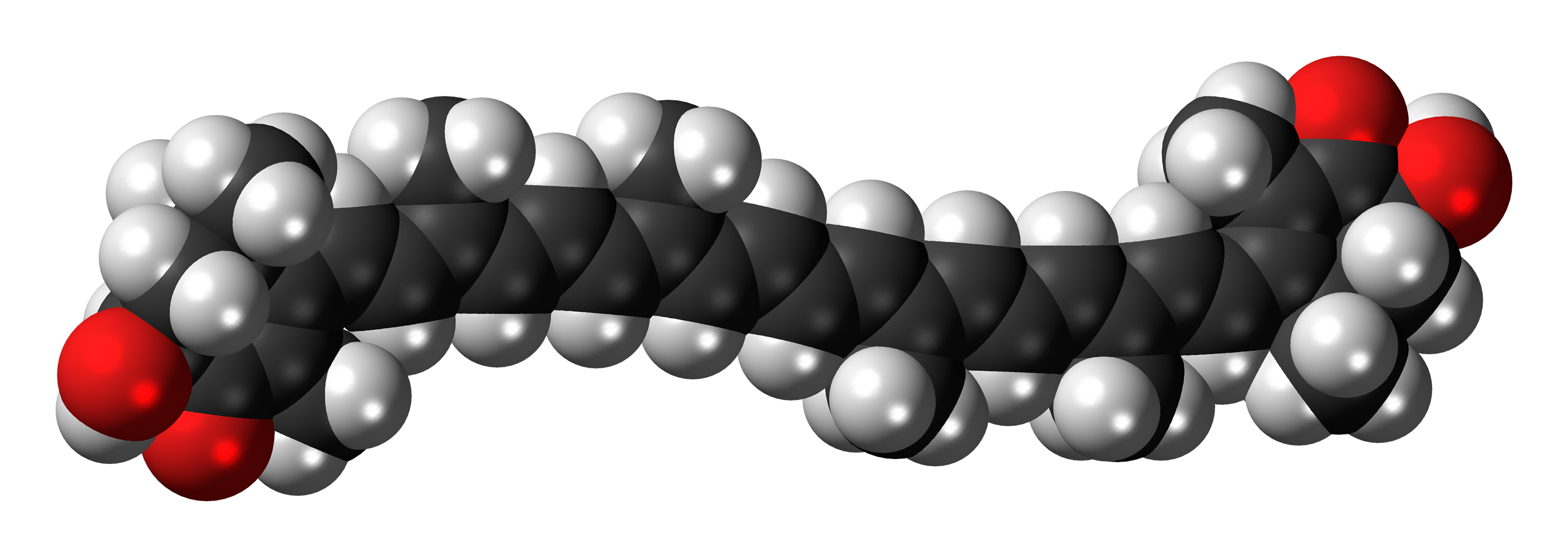
molekulrní struktura

Astaxanthin je přírodní karotenoidní barvivo nacházející se zejména v řasách.
Astaxanthin patří do skupiny karotenoidů, červených pigmentů rozpustných v tucích. Nachází se především v řasách a rostlinách, což u některých organismů, které je konzumují, způsobuje zbarvení jejich masa do růžova až oranžova (kreveta, humr, losos). Vyskytuje se jako volný či ve formě esterů.
V současnosti je známo přibližně 600 druhů karotenoidů, z nichž mezi nejznámější patří betakaroten, vysoce zastoupený například v mrkvi.